# Переміжна гарячка
Переміжна гарячка (також Інтермітивна / інтермітуюча гарячка; англ. intermittent fever, лат. febris intermittens) — тип гарячки, при якому добові коливання температури тіла перевищують 1°С, але тут вранішній мінімум є в межах норми (нижче від 37,2 °С при вимірюванні ртутним термометром 10 хвилин у пахвовій западині). Підвищена температура тіла з'являється періодично, приблизно через рівні проміжки (найчастіше близько полудня або вночі) на декілька годин. Тому цей тип гарячки визначають ще як такий, при якому підвищення температури тіла спостерігається лише протягом кількох годин протягом дня. 
Особливо характерний цей тип гарячки для малярії, а також її спостерігають при генералізованій цитомегаловірусній інфекції, гнійній інфекції (наприклад, холангіті). Наявність цього типу гарячки при малярії пов'язано з циклом розвитку малярійних плазмодіїв в еритроцитах хворого. По закінченню цього циклу при виході плазмодіїв з еритроцита й розвивається гарячка.
Напади гарячки, які відбуваються щодня (з 24-годинною періодичністю) протягом кількох годин, типові для тропічної малярії та спричиненої Plasmodium knowlesi. Такі ж напади, але з 48-годинною періодичністю, відбуваються при малярії, яку спричинюють Plasmodium vivax, Plasmodium ovale, Plasmodium falciparum. Хоча під час періоду ініціальної гарячки при будь-яких видах малярії відбувається різної тривалості гарячка постійного типу.